# Villa romana de Bruñel
El asentamiento arqueológico de la villa romana de Bruñel se localiza en el término municipal de Quesada (provincia de Jaén, España), en la vertiente oriental de la Sierra de Cazorla. La villa está enclavada en una suave loma al sur del Arroyo de Bruñel, a 640 metros de altitud sobre el nivel del mar.
Está formado por una necrópolis ibérica que se remonta al siglo IV a. C. y una ocupación romana que se extiende desde el siglo II al IV, que presenta los restos de una villa del siglo III, con patios, peristilos, impluvium y una interesante colección de mosaicos. Esta villa en el siglo IV sufre una transformación importante y constituye un ejemplo del cambio del sistema socioeconómico de la sociedad romana de la Cartaginensis.

## Villa romana
Por la dispersión de la cerámica, se puede apuntar una ocupación completa de la loma en distintas fases cronológicas. Dada a conocer por los vecinos de la localidad, comenzó a ser investigada arqueológicamente desde el año 1965, habiéndose realizado un total de ocho campañas de excavación y diversas fases de limpieza y consolidación de las estructuras.
Tres son las fases que definen la villa, correspondiendo a los siglos II, III y IV.
La primera, datada en el siglo II gracias a la aparición de lucernas, se sitúa en la zona más occidental del conjunto y está formada por un edificio cruciforme irregular al que se asocian unos contrafuertes, una cisterna y el arco de una estructura circular. Todos ellos representan muros muy consistentes construidos con opus caementicium y con huellas de encofrado. Aparecen estucos con decoración de grandes espejos bermellones, azul oscuro o verde, separados entre sí por bandas oscuras y columnas.
La segunda fase, datada con toda probabilidad en el siglo III por la tipología de sus mosaicos, se trata de una gran villa bien conservada y en la que destaca el atrium con impluvium y el peristilo en torno al cual se distribuye la mayor parte de las habitaciones. Los pavimentos son de opus signinum o con mosaicos, siendo las composiciones de estos últimos generalmente geométricas, a veces con bandas de esvásticas o trenzas de diferentes cabos, o bien combinaciones de las anteriores con medallones que encierran figuras humanas. Destacan los mosaicos de los dormitorios en el ala este del peristilo por su doble composición: geométrica con aves en las esquinas, donde se ubicara el lecho, y geométrica combinada con la figurativa para ser contemplada desde el anterior. Una de estas composiciones es la que se encuentra en el Museo de Jaén, con la posible representación de la nereida Thetis. La mayor parte de las habitaciones conservaban restos de estucados con diferentes decoraciones.
La tercera fase, cronológicamente enmarcada en el siglo IV gracias a la aparición de terra sigillata clara tipo D, se trata de una villa de menores pretensiones que la anterior, concebida para el desarrollo de las actividades agropecuarias. Viene marcada por dos grandes edificios, uno rectangular con ábsides en sus dos lados menores y otro, un gran patio al que se abren diferentes habitaciones y que conecta por medio de dos pasillos con el peristilo de la casa. La cubierta del primero tuvo que ser arcada como demuestran diversos cimientos junto a los muros, la distancia con la que surgieron las vigas (carbonizadas debido al incendio que sufrió todo el edificio) y una clave de arco con relieve de cabeza de toro. La construcción de los ábsides orientales del conjunto afectó a una necrópolis de época ibérica tardía, a la vez que pueden datarse en esta época las estructuras que aparecieron al noreste de la villa. Además, junto a la puerta de entrada, en el sector meridional, se documentaron dos tumbas de incineración.

## Necrópolis íbera
También merecen destacarse la existencia de restos materiales y constructivos de época ibérica en el sector noroeste del complejo del siglo IV, la construcción de los ábsides orientales del conjunto afectaron a una necrópolis de incineración, al par que las estructuras que aparecieron al noreste de la villa son también ibérica. Asimismo, junto a la puerta de entrada a la villa, en el sector meridional se documentaron dos tumbas de incineración.

## Puesta en valor
En noviembre de 2017, la Junta de Andalucía declaró que pondría en valor el yacimiento con una zona de recepción de visitantes, un aparcamiento y la apertura al público, ya que actualmente se encuentra cerrado.